# Ulrich Hipparchos von Promnitz
Ulrich Hipparchos Graf von Promnitz (* 2. Januar 1636 auf Schloss Sorau, Niederlausitz; † 29. Juli 1695 in Pförten, Niederlausitz) war Herr zu Forst und Pförten, Freiherr der Standesherrschaft Pless auf Sorau, Triebel und Naumburg. Ferner war er kurbrandenburgischer und kursächsischer Kammerherr, Geheimer Regierungsrat, Generalwachtmeister und Oberst der Kavallerie. Als Vormund regierte er die Herrschaften Sorau und Triebel von 1664 bis 1678.

## Leben
Er war der Sohn von Siegmund Siegfried (Seyfrid)  Graf von Promnitz (* 16. Juli 1595; † 30. Juli 1654) und dessen erster Frau Anne Margarethe von Putbus (* 1604; † 29. Juni 1645).
1640 floh seine Familie vor dem Dreißigjährigen Krieg nach Polen. 1644 kehrte er nach Sorau zurück. Von 1646 bis 1650 besuchte er das Lutherische Gymnasium zu Halle, dann die Universität Wittenberg, von der er 1652 zur Universität Gießen wechselte, wo er rector magnificus wurde.
Die folgende Grand Tour führte ihn durch Deutschland, Frankreich, die Spanischen Niederlande und zurück über Dänemark und Schweden nach Sorau. 1657 ging er nach Wien und wurde Hauptmann unter dem Grafen von Buchheim in Siebenbürgen. 1658 erhielt er ein Regiment unter dem General Montecuccoli.
Er diente in verschiedenen Regimentern und kämpfte auch in Ungarn. Da er aber evangelisch war, wurde er nicht weiter befördert. 1661 kehrte er auf die Herrschaft Pless zurück, die er die nächsten 14 Jahre verwaltete. 1664 wurde er  Vormund seines damals erst fünfjährigen Neffen Balthasar Erdmann (1659–1703) in den Herrschaften Sorau und Triebel, die er bis 1678 regierte. Im Jahre 1667 trat sein Erbe auf Schloss Pförten an und begründete dank seiner zahlreichen Nachkommen die Promnitz’sche Linie in Pförten.
1671 warb er für den Kurfürsten Friedrich Wilhelm ein Regiment zu Pferd. Mit diesem zog er 1672 gegen die Franzosen an den Rhein. Am 30. Januar 1677 wurde er zum Generalmajor ernannt, kämpfte in der Schlacht bei Fehrbellin und weiter in Pommern und Preußen gegen die Schweden. Während der Belagerung von Stettin war er Kommandant des kurfürstlichen Leibregiments. Aber 1679 nahm er seinen Abschied.
1680 ging er in kursächsische Dienste. Kurfürst Johann Georg III. machte ihn zum Generalmajor, Kammerherr, Geheimen Kriegsrat und zum 1. Kompagniechef der Kavallerieabteilung Garde-Reiter-Regiment (1. Schweres Regiment). Am 26. Oktober 1680 erfolgte seine Ernennung zum kursächsischen Generalwachtmeister. Als solcher dankte er am 26. Mai 1682 ab.
Nach zwei Jahren verließ er Sachsen, kam 1685 über Wien nach Italien, von hier reiste er nach Hause, um 1686 Schweden und Dänemark zu besuchen. 1687 nahm er an der Krönung von Prinz Joseph zum König von Ungarn in Preßburg teil. Er starb am 29. Juli 1695 in Pförten.
Er hat sich immer auch um seine evangelische Religion bemüht und in Sachsen viele evangelische Kirchen gebaut.

## Familie
Er war seit dem September 1663 mit Magdalena Sidonia von Putbus († 1685) verheiratet. Mit ihr hatte er drei Töchter und 10 Söhne. Nach ihrem Tod heiratete er 1687 Regina Isabella Rüber von Pixendorf (* 30. Mai 1641; † 15. Oktober 1720) Tochter von  Ferdinand Rüber von Pixendorf († 1689) und Anna Herrin von Jörger Freiin von Tollet. Die letzte Ehe blieb ohne Kinder.
- Magdalene Juliane  (* 16. Dezember 1666; † 14. Dezember 1728) ⚭ Malte zu Putbus (1671–1750)
- Anshelm  (* 31. März 1678; † 18. Juni 1726)

⚭ Alexandrine Rosine Freiin von Bibran und Modlau
⚭ Ursula Maria Freiin von Putbus (1668–1734)
- Amalie (* 1682)